# Alf Erling Porsild
Alf Erling Porsild (født 17. januar 1901 i København, død 14. november 1977 i Wien) var en dansk-canadisk botaniker. Han blev født i København som søn af botanikeren M.P. Porsild. Han voksede op på Arktisk Station i Qeqertarsuaq i Vestgrønland, hvor han siden påbegyndte sin videnskabelige karriere som assistent for sin far. Fra 1936 til 1945 var han kurator ved National Museum of Canada i Ottawa og fra 1945-1967 leder af afdelingen for botanik sammesteds. Han var forfatter til en lang række videnskabelige og populære floraværker, mest fra arktisk Canada, men også fra Rocky Mountains.
Erling Porsild lånte ordet pingo fra inuit og gjorde det til en videnskabelig term (først anvendt i 1938).
Standard auktorbetegnelse for arter beskrevet af A.Erling Porsild: A.E.Porsild.

## Udvalgte arbejder
- Porsild, Morten P. & A. E. Porsild (1920) The Flora of Disko Island and the Adjacent Coast of West Greenland from 66° -71° N. lat. First Part. Meddelelser om Grønland, vol. 58, Nr. (1)
- Porsild, A.E. (1926) Contributions to the Flora of West-Greenland at 70°-71°45´ N. lat. Meddelelser om Grønland vol. 58 (2)
- Porsild, A.E. (1955) The vascular plants of the Western Canadian arctic archipelago. Bulletin / National Museum of Canada bd. 135, 226 pp.
- Porsild, A.E., C.R. Harington & G.A. Mulligan (1967) Lupinus arcticus Wats. grown from seeds of Pleistocene age. Science 158: 113-114.